# 辻直人
辻 直人（つじ なおと、1989年9月8日 -  ）は、大阪府羽曳野市出身のプロバスケットボール選手。ポジションはシューティングガード。群馬クレインサンダーズに所属している。

## 来歴
大阪府羽曳野市出身。羽曳野市立高鷲中学校卒業後、2005年4月に洛南高等学校に進学。2年生の時からスタートの座を射止め、インターハイで準優勝、ウィンターカップでは優勝し、2年生ながら大会ベスト5に選出された。3年生の時にはインターハイ、国体でベスト8、ウィンターカップでは2連覇を達成した。
2008年4月、青山学院大学に進学。1年生から試合に出場し、関東大学リーグ戦では14試合に出場し、1試合7.2得点。2年生時もリーグ戦14試合出場で11.3得点。
3年生時の2010年よりスターターとなり、関東大学選手権でチーム2年ぶりの優勝。18試合出場した関東大学リーグ戦でも2年ぶりの優勝に貢献。1試合20.9得点で優秀選手賞とスリーポイント王を受賞。全日本大学バスケットボール選手権大会では3年ぶりの優勝に貢献し、優秀選手賞を受賞した。
4年生時の2011年の関東大学選手権では2連覇を達成し、MVPと3ポイント王を受賞。関東大学リーグ戦も18試合出場、1試合18.7得点（3ポイント成功率44パーセント）の活躍で2連覇に貢献し、MVPを受賞した。さらに全日本大学選手権でも2連覇を達成し、この大会でもMVPを受賞した。（この2年間は大学としては新人戦を含めて2年連続4冠を達成している。）
2012年4月、東芝ブレイブサンダースに入団。1年目より主力として2012-13シーズンの42に出場して1試合平均11.7得点を記録してJBL新人王を受賞。
2013-14シーズンはレギュラーシーズン54試合全てでスターターとして出場し、3ポイントシュート成功率でリーグ2位の46パーセントを記録。プレーオフ・ファイナルでは3戦とも20得点以上を記録して優勝に貢献し、MVPに選出された。
2021年5月31日、大学卒業後、東芝時代から一筋でプレーしてきた川崎を退団。翌月2日に広島ドラゴンフライズへの移籍が発表された。劇的なシュートを決めた後のセレブレーションにスリーピースをする。
2023年5月24日に広島ドラゴンフライズを退団することが発表され、同年6月8日に群馬クレインサンダーズへの加入が決定した
。

## 日本代表歴
社会人2年目の2013年4月、バスケットボール日本代表候補に初選出される。5月に韓国・仁川で開催された第3回東アジアバスケットボール選手権に出場し、3位。9月にフィリピン・マニラで開催されたアジア選手権では6試合に出場し、9位。1試合平均20分の出場で10.2得点、2.2アシスト。
2014年は6月の韓国遠征で脳震盪を起こし2014年は6月の韓国遠征で脳震盪を起こし、一時代表メンバーを外れていたが、9月開幕の仁川アジア大会より復帰し、5大会20年ぶりの3位入賞に貢献した。

## 記録
| シーズン   | チーム     | GP | GS | MPG  | FG%  | 3P%  | FT%  | RPG | APG | SPG | BPG | TO  | PPG  |
| ---------- | ---------- | -- | -- | ---- | ---- | ---- | ---- | --- | --- | --- | --- | --- | ---- |
| JBL2012-13 | 東芝       | 42 |    | 27.9 | .401 | .366 | .800 | 2.1 | 2.9 | 0.7 | 0.1 | 1.0 | 11.7 |
| NBL2013-14 | 東芝神奈川 | 54 | 54 | 25.8 | .454 | .460 | .788 | 2.0 | 2.9 | 1.0 | 0.1 | 1.1 | 12.8 |
| NBL2014-15 | 東芝神奈川 | 54 |    | 28.2 | .435 | .399 | .881 | 1.9 | 2.3 | 1.2 | 0.1 | 1.4 | 14.1 |
| NBL2015-16 | 東芝神奈川 | 52 |    | 28.7 | .428 | .415 | .863 | 2.1 | 2.9 | 0.7 | 0.1 | 1.9 | 12.2 |
| B1 2016-17 | 川崎       |    |    |      |      |      |      |     |     |     |     |     |      |
| B1 2017-18 | 川崎       |    |    |      |      |      |      |     |     |     |     |     |      |
| B1 2018-19 | 川崎       |    |    |      |      |      |      |     |     |     |     |     |      |
| B1 2019-20 | 川崎       |    |    |      |      |      |      |     |     |     |     |     |      |
| B1 2020-21 | 川崎       |    |    |      |      |      |      |     |     |     |     |     |      |

## 受賞歴
- 大学
  - 2011年関東大学バスケットボールリーグ 優秀選手賞、3ポイント王[要出典]
  - 2011年全日本大学バスケットボール選手権大会　優秀選手賞[要出典]
  - 2012年関東大学バスケットボール選手権大会 最優秀選手賞、3ポイント王[要出典]
  - 2012年関東大学バスケットボールリーグ 最優秀選手賞[要出典]
  - 賞2012年全日本大学バスケットボール選手権大会 最優秀選手賞[要出典]
- JBL
  - ルーキーオブザイヤー（2012-13）
- NBL
  - プレーオフMVP（2013-14）
  - ベスト5（2013-14）
- 全日本総合バスケットボール選手権大会ベスト5（2014）
- 東京運動記者クラブバスケットボール分科会選出年間ベスト5賞（2012年度、2013年度）